# Uroobovella crenelata
Uroobovella crenelata es una especie de arácnido del orden Mesostigmata de la familia Urodinychidae.

## Distribución geográfica
Se encuentra en Alemania.